# Xavier de Froidefond de Florian
 (avril 2013).
Si vous disposez d'ouvrages ou d'articles de référence ou si vous connaissez des sites web de qualité traitant du thème abordé ici, merci de compléter l'article en donnant les références utiles à sa vérifiabilité et en les liant à la section « Notes et références ».
Xavier-Louis-Joseph de Froidefond, comte de Florian, né à Ville-Saint-Jacques le 3 juin 1850 et mort le 10 mars 1932, est un diplomate français.

## Biographie
Xavier de Froidefond de Florian est le petit-fils d'Armand de Moré de Pontgibaud. Rentré dans la diplomatie, il est attaché à Berlin en 1872, puis à Londres l'année suivante.
En 1878, il a accompagné à Berlin Waddington pendant le congrès, faisant fonction de secrétaire particulier. Transféré pour la seconde fois à Londres, il est spécialement désigné par M. Waddington pour fixer avec le Foreign Office la nouvelle extension à donner aux frontières de la Grèce (1879). En 1880, il a été chargé de procéder aux modifications qui ont été apportées au traité d’extradition en vigueur entre la France et le Royaume-Uni. En 1880, M. de Florian était chargé d’une mission auprès du Saint-Siège pour fournir des explications dans la question des congrégations et pour obtenir le retour de l’ambassadeur français et éviter un congé prolongé du nonce à Paris, qui était décidé. En septembre 1882, il était chargé d’une nouvelle mission confidentielle auprès du Vatican à l’effet de s’entendre sur le choix d’un nouvel ambassadeur. 
En octobre 1882, il se rendait à Londres, puis au château de Walmer, résidence de Lord Granville, pour entamer les premières négociations au sujet de l’évacuation de l’Égypte. De 1882 à 1892, il a pris part à tous les travaux qui ont fait l’objet des conférences tenues à Londres pour les questions du Danube, du canal de Suez et de l’Égypte. 
En 1887, il était envoyé par Flourens à Constantinople avec une mission confidentielle. Enfin en 1887, il représentait le Département à la Conférence internationale sur le régime des sucres (1884). Il passe ministre plénipotentiaire en 1892. 
En 1897, le comte de Florian racheta aux enchères l’hôtel de Beaumont à Valognes dans lequel il engagea avec son épouse Hélène de Nadaillac (fille du marquis de Nadaillac) d’énormes travaux de restauration.

## Distinctions
- Officier de la Légion d'honneur (1921)
- Chevalier de l'ordre du Mérite agricole

## Sources
- Qui êtes-vous ? Annuaire des contemporains Français et étrangers, 1909-1910
- Faire-part de décès de Xavier-Charles-Joseph, Comte de FROIDEFONT de FLORIAN, Ministre Plénipotentiaire, Officier de la Légion d'honneur, Chevalier de St Grégoire le Grand et de l'Ordre souverain de Malte en France, endormi dans le Seigneur le 10 mars 1932, à l'âge de 81 ans.